# اسلوپ ۱۹۶۵۸
سیارک ۱۹۶۵۸ (به انگلیسی: 19658 Sloop، نامگذاری:1999RM125) نوزده هزار و ششصد و پنجاه و هشتمین سیارک کشف شده‌است که در ۹ سپتامبر ۱۹۹۹ کشف شد.
قدر مطلق سیارک برابر ۱۱.۷ است.